# Іваненко Володимир Григорович
Іване́нко Волод́имир Григо́рович (нар. 1 січня 1955 у селі Хітола, Райваттальської селищної ради, Республіки Карелія, Куркійського району, РРФСР — 18 червня 2024), депутат ВР України, член фракції «Партії Регіонів» (з 5 жовтня 2010), член Комітету з питань сім'ї, молодіжної політики, спорту та туризму (з грудня 2007), голова підкомітету з питань фізичної культури та спорту (з січня 2008).

## Особисті дані
Освіта: Закінчив Корсунь-Шевченківську загальноосвітню школу № 4. Закінчив факультет фізичного виховання Черкаського державного педагогічного інституту (1984).
Майстер спорту СРСР з боротьби дзюдо (1979) та самбо (1983). Заслужений майстер спорту України з пауерліфтингу (1996). Багаторазовий переможець чемпіонатів і кубків світу та Європи, СРСР та України з пауерліфтингу. Заслуженого майстра спорту України з пауерліфтингу отримав у 1996 році. За підсумками 2000 року увійшов до десятки найкращих спортсменів України серед усіх видів спорту. Дворазовий чемпіон світу з пауерліфтингу (1999 рік — рекорд у присіданні 415,5 кг; 2000 рік — рекорд у присіданні 417,5 кг), чотириразовий чемпіон Європи (1991,1998).
Багаторазовий чемпіон та рекордсмен Європи та Світу з пауерліфтингу, майстер спорту СРСР, заслужений майстер спорту України, президент Черкаської обласної Федерації пауерліфтингу України, президента обласної Федерації більярдного спорту, голова комітету ветеранів у раді Федерації пауерліфтингу України, депутат Верховної Ради України.
2000—2007 роки — Черкаський міський виконавчий комітет, Комітет з фізичного виховання та спорту, на посаді тренера Дитячо-юнацької Спортивної Школи «Вікторія».
Пішов з життя 18 червня 2024 року.

## Парламентська діяльність
Народний депутат України 6 скликання з 23 листопада 2007 до 12 грудня 2012 від Блоку Юлії Тимошенко, № 142 в списку. На час виборів: тренер-викладач ДЮСШ «Вікторія» комітету з фізичної культури та спорту Черкаського міськвиконкому, член ВО «Батьківщина».
- Голова підкомітету з питань фізичної культури та спорту Комітету Верховної Ради України з питань сім'ї, молодіжної політики, спорту та туризму.
- Заступник керівника групи з міжпарламентських зв'язків з Киргизькою Республікою

Законотворча діяльність:
- Голосування депутата → Голосував, здебільшого в унісон з членами Блоку Тимошенко, після перебігання до Фракції Регіонів — тепер голосує лише за законопроекти більшості[недоступне посилання з червня 2019]
- Реєстрація депутата за допомогою електронної системи → сумлінний депутат, солідаризуючись з позицією фракції Регіонів[недоступне посилання з червня 2019]
- Письмова реєстрація депутата → солідаризуючись з позицією фракції Регіонів[недоступне посилання з червня 2019]
- Переходи по фракціях → з 05.10.2010 перебіг до провладної більшості в кулуарах парламенту нарекли «тушкою» й діє, солідаризуючись, з позицією фракції Регіонів[недоступне посилання з лютого 2019]
- Хронологія виступів депутата → виступає доволі рідко[недоступне посилання з червня 2019]
- Депутатські запити → доволі рідко й повя'зані з спортивною тематикою[недоступне посилання з червня 2019]
- Законотворча діяльність → реєстрував кілька законопроектів з спортивною тематикою

Резонансні голосування та вчинки
- Порушуючи законодавство України та волевиявлення українського народу, будучи обраним по списках «Блоку Юлії Тимошенко» побоявся залишатися в опозиції та слідувати настановам та волевиявленню своїх виборців — перебіг до провладної фракції Партії Регіонів.
- 27 квітня 2010 голосував за ратифікацію угоди Януковича — Медведєва, тобто за продовження перебування ЧФ Росії на території України до 2042 року.
- 5 червня 2012 голосував за проект Закону України «Про засади державної мовної політики», який посилює статус російської мови[4].

## Нагороди
- Заслужений працівник фізичної культури і спорту України (10 вересня 2020) — за вагомий особистий внесок у розвиток та популяризацію фізичної культури і спорту в Україні, досягнення високих спортивних результатів та багаторічну плідну професійну діяльність[5]